# Grabce Józefpolskie
Grabce Józefpolskie (prononciation : [ˈɡrapt͡sɛ juzɛfˈpɔlskʲɛ]) est un village polonais de la gmina de Mszczonów dans le powiat de Żyrardów de la voïvodie de Mazovie dans le centre-est de la Pologne.
Il se situe à environ 3 kilomètres au nord-ouest de Mszczonów (siège de la gmina) , 9 kilomètres au sud-est de Żyrardów (siège du powiat) et à 43 km au sud-ouest de Varsovie (capitale de la Pologne).

## Histoire
De 1975 à 1998, le village appartenait administrativement à la voïvodie de Skierniewice.